# Бухолц ин дер Нордхајде
Бухолц ин дер Нордхајде (њем. Buchholz in der Nordheide) град је у њемачкој савезној држави Доња Саксонија. Једно је од 42 општинска средишта округа Харбург. Према процјени из 2010. у граду је живјело 38.415 становника. Посједује регионалну шифру (AGS) 3353005.

## Географски и демографски подаци
Бухолц ин дер Нордхајде се налази у савезној држави Доња Саксонија у округу Харбург. Град се налази на надморској висини од 72 метра. Површина општине износи 74,6 km². У самом граду је, према процјени из 2010. године, живјело 38.415 становника. Просјечна густина становништва износи 515 становника/km².

## Међународна сарадња
| Мјесто  | Држава    | Врста сарадње | Од    |
| ------- | --------- | ------------- | ----- |
|         | Финска    | пријатељство  | 2002. |
|         | Пољска    | партнерство   | 1996. |
| Кантеле | Француска | партнерство   | 1975. |
| Извор   |           |               |       |